# 日本ラジオ広告推進機構
日本ラジオ広告機構（にほんらじおこうこくすいしんきこう）は、ラジオ広告の効果的な活用方法を研究し、その成果を広告主や広告会社に無料提供する非営利の第三者機関。略称RABJ（RadioAdvertisingBureauJapan）。2010年9月30日をもって活動を終了。

## 活動理念
- 広告主の立場に立ったラジオ媒体の有効利用に関する研究の推進。
- 独立性・公平性をもった第三者機関としての姿勢の維持。
- 全国共通のラジオ・マーケティング・データの整備。

## 主な活動内容
- ラジオに関する各種データや事例の無償提供。
- ラジオに関する独自調査の実施。
- 各種セミナーの開催。
- ウェブサイトでの情報発信(会員数は平成22年5月現在で約10,000名)。

- 2009年（平成21年）5月　日本初、「ラジオCM認知率Norm(基準)値」発表。
- 2010年（平成22年）4月　ラジオを活用した「ブランディング・コミュニケーション効果」検証結果発表。
- 2010年9月　末日をもって活動を終了。

## 加盟ラジオ局
- 北海道
  - 北海道放送（HBC）
  - STVラジオ
  - エフエム北海道（AIR-G'）
  - FM NORTH WAVE
- 青森県
  - 青森放送（RAB）
  - エフエム青森（AFB）
- 岩手県
  - エフエム岩手（FM岩手）
- 宮城県
  - 東北放送（TBC）
  - エフエム仙台（Date fm）
- 秋田県
  - 秋田放送（ABS）
  - エフエム秋田（AFM）
- 山形県
  - 山形放送（YBC）
  - エフエム山形（Boy-FM、現:Rhythm Station）
- 福島県
  - ラジオ福島（RFC）
  - エフエム福島（ふくしまFM）
- 東京都
  - TBSラジオ&コミュニケーションズ
  - 文化放送
  - ニッポン放送
  - 日経ラジオ社（ラジオNIKKEI）
  - エフエム東京（TOKYO FM）
  - J-WAVE
  - エフエムインターウェーブ（interfm）
- 群馬県
  - エフエム群馬（FM GUNMA）
- 栃木県
  - 栃木放送（CRT）
  - エフエム栃木（RADIO BERRY）
- 茨城県
  - 茨城放送（IBS）
- 埼玉県
  - エフエムナックファイブ（NACK5）
- 千葉県
  - ベイエフエム（BAYFM）
- 神奈川県
  - アール・エフ・ラジオ日本
  - 横浜エフエム放送（FMヨコハマ）
- 新潟県
  - 新潟放送（BSN）
  - エフエムラジオ新潟（FM-NIIGATA）
- 長野県
  - 信越放送（SBC）
  - 長野エフエム放送（FM長野）
- 山梨県
  - 山梨放送（YBS）
  - エフエム富士（FM FUJI）
- 富山県
  - 北日本放送（KNB）
  - 富山エフエム放送（FMとやま）
- 石川県
  - 北陸放送（MRO）
  - エフエム石川（HELLO FIVE）
- 福井県
  - 福井放送（FBC）
  - 福井エフエム放送（FM福井）
- 静岡県
  - 静岡放送（SBS）
  - 静岡エフエム放送（K-MIX）
- 愛知県
  - 中部日本放送（CBC）
  - 東海ラジオ放送
  - エフエム愛知（FM AICHI）
  - ZIP-FM
  - 愛知国際放送（RADIO-i）
- 岐阜県
  - 岐阜放送（GBS）
  - 岐阜エフエム放送（Radio80）
- 三重県
  - 三重エフエム放送（FM三重）
- 滋賀県
  - エフエム滋賀（e-radio）
- 京都府
  - 京都放送（KBS京都）
  - エフエム京都（α-STATION）
- 大阪府
  - 毎日放送（MBS）
  - 朝日放送（ABC）
  - 大阪放送（OBC・ラジオ大阪）
  - エフエム大阪（FM OSAKA）
  - FM802
- 兵庫県
  - ラジオ関西（CRK）
- 鳥取県
  - 山陰放送（BSS）
  - エフエム山陰（V-air）
- 岡山県
  - 山陽放送（RSK）
  - 岡山エフエム放送（FM岡山）
- 広島県
  - 中国放送（RCC）
  - 広島エフエム放送（HFM）
- 山口県
  - 山口放送（KRY）
  - エフエム山口（FMY）
- 徳島県
  - 四国放送（JRT）
  - エフエム徳島（FM徳島）
- 香川県
  - 西日本放送（RNC）
  - エフエム香川（FM香川）
- 愛媛県
  - 南海放送（RNB）
  - エフエム愛媛（JOEU-FM）
- 高知県
  - 高知放送（RKC）
  - エフエム高知
- 福岡県
  - RKB毎日放送（RKB）
  - 九州朝日放送（KBC）
  - エフエム福岡（FM FUKUOKA）
  - CROSS FM
  - 九州国際エフエム（現:天神エフエム、LoveFM）
- 佐賀県
  - NBCラジオ佐賀（長崎放送）
  - エフエム佐賀（FM佐賀）
- 長崎県
  - 長崎放送（NBC）
  - エフエム長崎（fm nagasaki）
- 熊本県
  - 熊本放送（RKK）
  - エフエム熊本（FMK）
- 大分県
  - 大分放送（OBS）
  - エフエム大分（FM大分）
- 宮崎県
  - 宮崎放送（MRT）
  - エフエム宮崎（JOY FM）
- 鹿児島県
  - 南日本放送（MBC）
  - エフエム鹿児島（μFM）
- 沖縄県
  - 琉球放送（RBC）
  - エフエム沖縄（FM沖縄）